# Boé (Lot-et-Garonne)
Boé é uma comuna francesa na região administrativa da Nova Aquitânia, no departamento Lot-et-Garonne. Estende-se por uma área de 16,48 km². Em 2010 a comuna tinha 5 682 habitantes (densidade: 344,8 hab./km²).